# Benjamin Say
Benjamin Say (* 28. August 1755 in Philadelphia, Province of Pennsylvania; † 23. April 1813 ebenda) war ein US-amerikanischer Politiker. In den Jahren 1808 und 1809 vertrat er den Bundesstaat Pennsylvania im US-Repräsentantenhaus.

## Werdegang
Benjamin Say besuchte die Friend Schools und studierte danach bis 1780 Medizin an der University of Pennsylvania in Philadelphia. In dieser Stadt praktizierte er danach als Arzt und Apotheker. Zeitweise nahm er auch am Unabhängigkeitskrieg teil. Im Jahr 1787 war er einer der Gründer des College of Physicians of Philadelphia. Zwischen 1791 und 1809 fungierte er als Schatzmeister dieser Bildungsanstalt. Say war auch Mitglied der Pennsylvania Prison Society und Präsident der Pennsylvania Humane Society. Politisch wurde er Mitglied der Demokratisch-Republikanischen Partei. Zwischen 1799 und 1801 gehörte er dem Senat von Pennsylvania an.
Nach dem Rücktritt des Abgeordneten Joseph Clay wurde Say bei der fälligen Nachwahl für den ersten Sitz von Pennsylvania als dessen Nachfolger in das US-Repräsentantenhaus in Washington, D.C. gewählt, wo er am 16. November 1808 sein neues Mandat antrat. Nach einer Wiederwahl konnte er bis zu seinem Rücktritt im Juni 1809 im Kongress verbleiben. Nach seiner Zeit im US-Repräsentantenhaus ist Benjamin Say politisch nicht mehr in Erscheinung getreten. Er starb am 23. April 1813 in Philadelphia. Sein Sohn Thomas (1787–1827) wurde ein angesehener Entomologe.